# 戟形平腹蛛
戟形平腹蛛（学名：Gnaphosa hastata）为平腹蛛科平腹蛛属的动物。在中国大陆，分布于云南等地。该物种的模式产地在云南。